# 満洲軍 (日本軍)
満洲軍（まんしゅうぐん）は、大日本帝国陸軍の総軍の一つ。

## 沿革
日露戦争中の1904年6月に現地総司令部として設置された。開戦当初は内地に大本営を置き指揮をとっていたが、現地司令部の必要性から開戦から3ヵ月後に設置された。大本営で参謀総長だった大山巌が総司令官に、参謀本部次長だった児玉源太郎が総参謀長となった。

## 略年表
- 1891年5月11日：大津事件

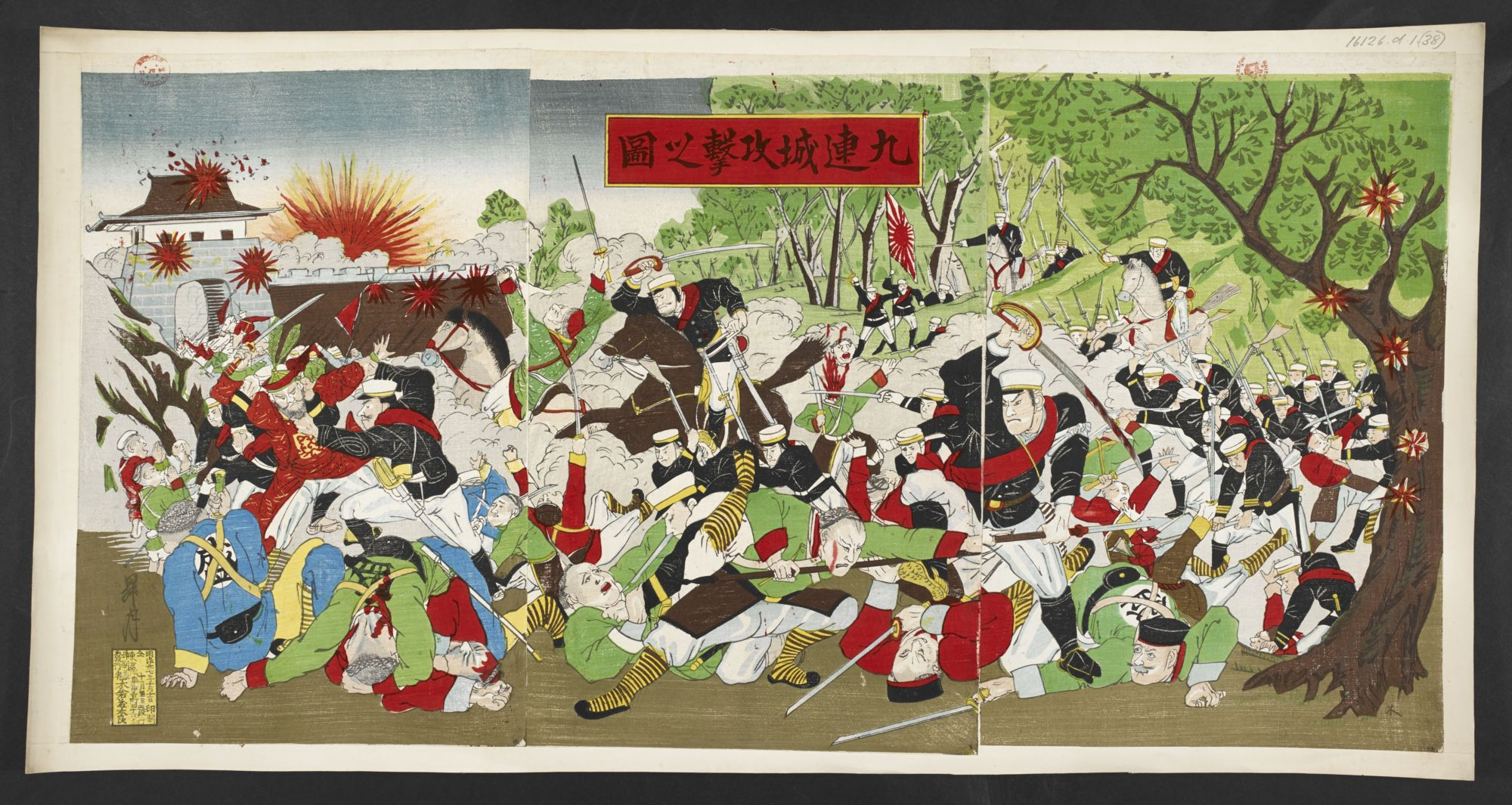
九連城攻撃の図

- 1904年2月4日：御前会議で対ロシア開戦を決定
- 1904年2月6日：ロシアに国交断絶通告
- 1904年2月10日：ロシアに宣戦布告
- 1904年2月11日：大本営を宮中に設置
- 1904年2月24日：第一次旅順口閉塞作戦
- 1904年3月27日：第二次旅順口閉塞作戦
- 1904年5月1日：第1軍、九連城占領
- 1904年5月3日：第三次旅順口閉塞作戦
- 1904年5月25日：金州・南山で交戦
- 1904年5月26日：金州・南山占領
- 1904年6月15日：得利寺付近で交戦
- 1904年6月20日：満洲軍総司令部設置
- 1904年7月26日：旅順攻撃開始
- 1904年8月19日：第1回旅順総攻撃
- 1904年8月28日：遼陽会戦
- 1904年9月19日：第2回旅順総攻撃
- 1904年10月9日：沙河会戦
- 1904年11月26日：第3回旅順総攻撃
- 1904年12月5日：二〇三高地占領
- 1905年1月2日：旅順陥落
- 1905年1月22日：血の日曜日事件（ロシア第一革命）
- 1905年1月25日：黒溝台会戦
- 1905年3月1日：奉天会戦
- 1905年7月7日：第13師団、南樺太に上陸
- 1905年7月31日：樺太のロシア軍が降伏
- 1905年9月5日：日露講和条約に調印・日比谷焼討事件
- 1905年9月6日：東京市他5郡に戒厳令施行
- 1905年10月15日：日露講和条約批准・発効
- 1905年10月16日：日露講和条約公布

## 満洲軍総司令部概要
※特に注記のない者については1904年6月20日に任命されてから解隊まで在職していた。

### 総司令官
- 大山巌

### 総参謀長
- 児玉源太郎

### 高級参謀
- 福島安正（情報担当）
- 井口省吾（後方担当）
- 松川敏胤（作戦担当）

### 作戦参謀
- 田中義一
- 大竹沢治（1904年9月30日まで）

### 情報参謀
- 小池安之
- 岡田重久（1904年11月18日まで）
- 田中国重（1905年6月14日まで）

### 兵站参謀
- 尾野実信
- 国司伍七（1904年4月18日まで）

### 参謀
- 河合操（1904年11月6日まで）
- 東正彦(1905年6月14日まで）
- 星野庄三郎（1905年6月23日まで）
- 川崎良三郎（1904年8月24日～）
- 小澤三郎（1904年8月24日～1905年5月9日、満洲軍総兵站監部参謀へ異動）
- 田村守衛（1904年9月4日～1905年8月15日）
- 稲垣三郎（1904年9月14日～1904年11月12日）
- 渡辺寿（1904年10月18日～）
- 中川幸助（1904年11月8日～1905年6月14日）
- 吉田延市（1905年4月19日～1905年5月14日、満洲軍総兵站監部参謀へ異動）
- 三原辰次（1905年6月15日～）
- 安芸晋（1905年6月15日～）
- 市瀬敬三郎（1905年6月15日～）
- 曽田孝一郎（1905年7月12日～）
- 高柳保太郎（1905年8・14～）

### 高級副官
- 中川幸助（1904年11月7日まで）
- 市川岩太郎（1904年11月20日～）

### 管理部長
- 三岳於菟勝（1904年12月20日まで）
- 芦原甫（1905年1月21日～）

## 満洲軍総兵站監部人事
- 総兵站監：児玉源太郎（満洲軍総参謀長）
- 参謀長：落合豊三郎（交通部長兼任）
- 参謀：尾野実信（満洲軍兵站参謀）
- 参謀：吉田延市
- 参謀：小澤三郎
- 副官：鷲見栄治
- 総経理部長：片山中行
- 総軍医部長：小池正直
- 交通部長：落合豊三郎（参謀長兼任）

## 隷下部隊
- 第1軍
- 第2軍
- 第3軍
- 第4軍
- 鴨緑江軍
- 遼東守備軍